# Hesperis sylvestris
Hesperis sylvestris är en korsblommig växtart som beskrevs av Heinrich Johann Nepomuk von Crantz. Hesperis sylvestris ingår i släktet hesperisar, och familjen korsblommiga växter. Inga underarter finns listade i Catalogue of Life.